# Rudná (district de Rožňava)
Pour les articles homonymes, voir Rudná.
Rudná (en allemand : Rodenau) est une commune du district de Rožňava, dans la région de Košice, en Slovaquie.

## Histoire
La première mention écrite du village remonte à 1219.
La localité fut annexée par la Hongrie après le premier arbitrage de Vienne le 2 novembre 1938. En 1938, on comptait 834 habitants. Elle faisait partie du district de Rožňava (hongrois : Rozsnyói járás). Durant la période 1938-1945, le nom hongrois Rozsnyórudna était d'usage. À la libération, la commune a été réintégrée dans la Tchécoslovaquie reconstituée.

## Démographie

### Évolution de la population
| Année:               | 1994. | 2004.   | 2014.   | 2024.   |
| -------------------- | ----- | ------- | ------- | ------- |
| Nombre de personnes: | 759   | 728     | 729     | 703     |
| Différence:          |       | -4,08 % | +0,13 % | -3,56 % |

| Année:               | 2023. | 2024.   |
| -------------------- | ----- | ------- |
| Nombre de personnes: | 692   | 703     |
| Différence:          |       | +1,58 % |